# 法羅群島國徽
法羅群島國徽第一次出現是在一個來自教堂的15世紀左右的中世紀風格的椅子。它描繪了一隻绵羊在盾裡。